# Partito Democratico Libanese
Il Partito Democratico Libanese (in arabo الحزب الديمقراطي اللبناني, Hizb al-Democraty al-Lubnany) è un partito politico conservatore, liberale e secolarista fondato in Libano nel 2001 su iniziativa di Talal Arslan.
In occasione delle elezioni parlamentari del 2009 ha aderito all'Alleanza dell'8 marzo guidata da Michel Aoun, ottenendo quattro seggi su 126.